# Orcières
Orcières is een gemeente in het Franse departement Hautes-Alpes (regio Provence-Alpes-Côte d'Azur) en telt 810 inwoners (1999). De plaats maakt deel uit van het arrondissement Gap.

## Geografie
De oppervlakte van Orcières bedraagt 93,4 km², de bevolkingsdichtheid is 8,7 inwoners per km².
De onderstaande kaart toont de ligging van Orcières met de belangrijkste infrastructuur en aangrenzende gemeenten.

## Demografie
Onderstaande figuur toont het verloop van het inwonertal (bron: INSEE-tellingen).
Vanwege een beveiligingsprobleem met de MediaWiki Graph-software is het momenteel niet mogelijk deze grafiek weer te geven. Zodra de software is bijgewerkt zal de grafiek vanzelf weer zichtbaar worden.

## Sport
In de gemeente Orcières bevindt zich het skistation Orcières-Merlette. Orcières-Merlette is vijf keer aankomstplaatst geweest van een etappe in de wielerkoers Ronde van Frankrijk. De aankomst op Orcières-Merlette ligt op 1821m hoogte na een beklimming van 10,4 km aan een gemiddeld stijgingspercentage van 6%.
Ritwinnaars in Orcières-Merlette:
- 1971: Luis Ocaña
- 1972: Lucien van Impe
- 1982: Pascal Simon
- 1989: Steven Rooks
- 2020: Primož Roglič